# Fantastic Voyage (canción de Lakeside)
«Fantastic Voyage» es una canción, lanzada como sencillo de la banda de funk Lakeside en el año 1980. La canción alcanzó el primer puesto en R&B Éxitos y fue la única canción que el grupo logró meter en el Billboard Hot 100 donde alcanzó el puesto N.º 55.

## Samples
- En 1994, el rapero Coolio sampleó la canción de Lakeside con el mismo nombre, que fue todo un éxito.

## En cultura popular
- En 1996 se usó en la banda sonora de la película First Kid, protagonizada por Sinbad.
- En 2004 fue incluida en banda sonora del videojuego Grand Theft Auto: San Andreas,  en la estación de radio, Bounce FM.
- En 2004 fue interpretada por Cedric the Entertainer, Vanessa Williams, Bow Wow y Solange Knowles durante un concurso de talentos en la película Johnson Family Vacation.
- En 2015 se usó en el tráiler del DLC Claptastic Voyage del videojuego Borderlands: The Pre-Sequel.
- En 2021 se usó en un anuncio de televisión de la aseguradora Allstate.